# Pierre-Michel d'Ixnard

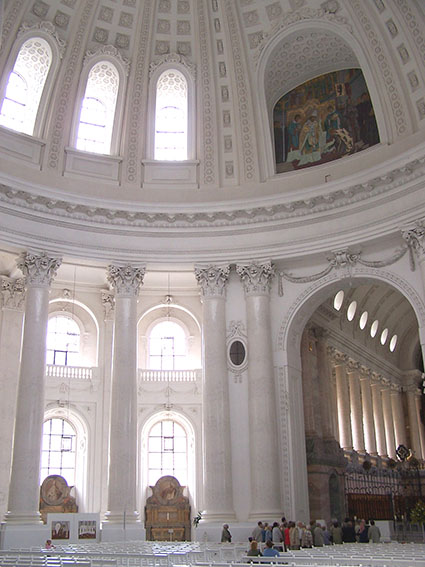
Intérieur de l'église Saint-Blaise

Pierre-Michel d'Ixnard, né le 22 novembre 1723 à Nîmes mort le 21 août 1795 à Strasbourg, était un architecte français qui œuvra surtout en Allemagne méridionale, où il est célèbre pour son style néo-classique précoce.

## Biographie

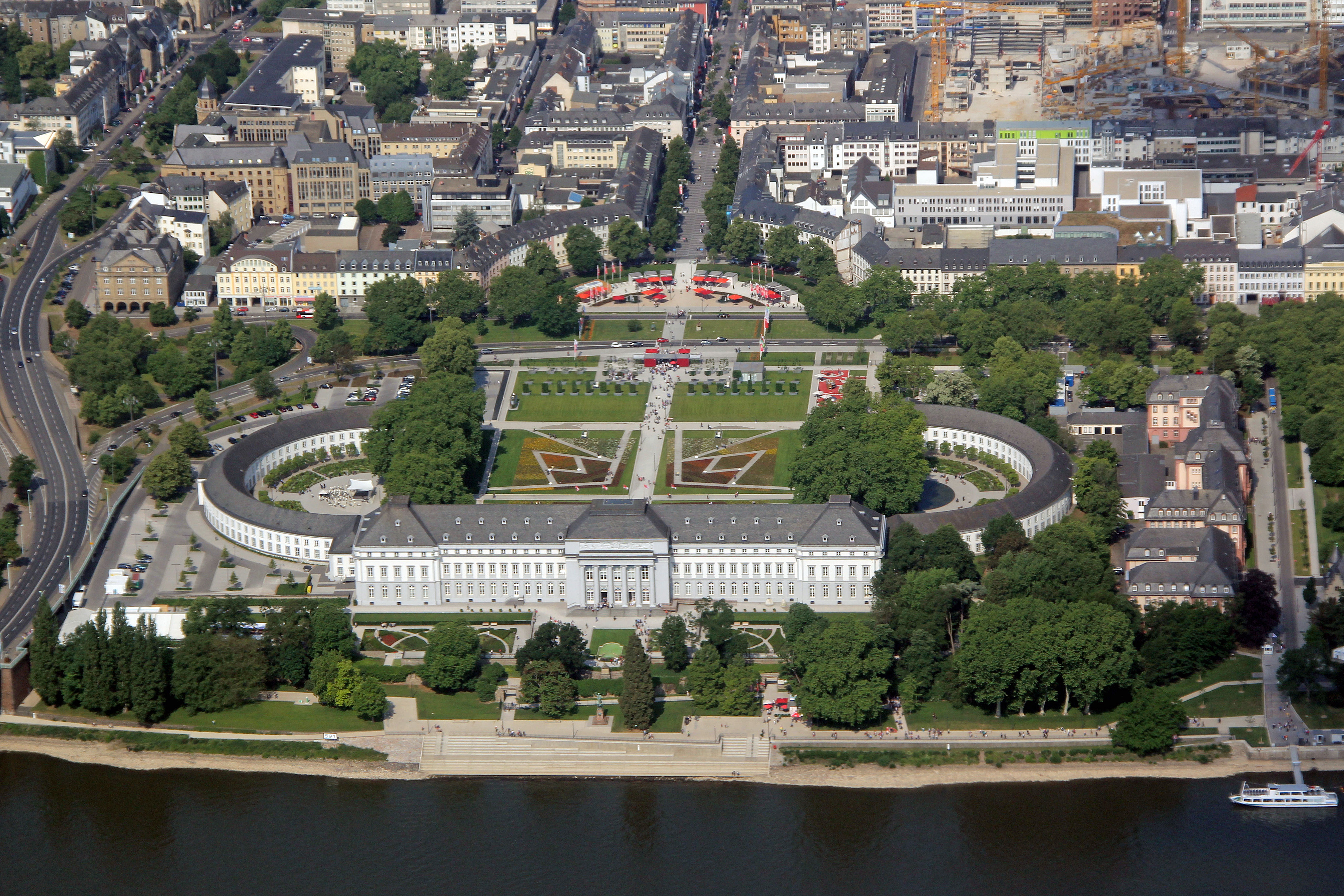
Vue aérienne du château de Coblence

Pierre-Michel d'Ixnard a été formé par Jacques-François Blondel. Il suit son professeur Jean-Nicolas Servandoni à Stuttgart, en 1763.
Le prince Joseph Frédéric Guillaume de Hohenzollern-Hechingen lui commande alors les travaux de sa résidence à Hechingen. C'est son premier chantier d'importance et le prince lui laisse une certaine liberté. Il est nommé architecte à la Cour de la principauté l'année suivante et plus tard il reconstruira l'église Saint-Jacques (de) en style néo-classique (1780-1783). Le comte de Königseggwald lui fait construire son château en 1765 en Souabe. Il travaille aussi à la reconstruction de la Résidence d'Ellingen (de) (1772-1775).
Un grand chantier l'attend ensuite, celui du château des Princes-Électeurs à Coblence, pour lequel il travaille de 1777 à 1780.
Pierre-Michel d'Ixnard est aussi un architecte important d'édifices religieux. Il construit l'abbaye de Buchau (de), l'église au dôme immense de l'abbaye Saint-Blaise (Forêt-Noire). Reconstruite après l'incendie de 1768, c'est son œuvre la plus fameuse. Il est aussi l'auteur du nouveau chœur de la cathédrale Notre-Dame de Constance. Son élève Johann Joachim Scholl suivra ses directives pour la reconstruction de l'abbaye de Salem.